# نفس (فیلم ۲۰۱۶)
نفس (به تلگو: Oopiri) یا دوستی یک فیلم سینمایی هندی در ژانر کمدی-درام محصول سال ۲۰۱۶ و به کارگردانی وامسی پایدپالی و با بازی آکینی ناگرجونا، کارتی، تمنا باتیا، پراکاش راج، کالپانا است.
این فیلم بازسازی فیلم فرانسوی دست‌نیافتنی‌ها است.